# Romain Barras
Romain Barras (* 1. srpna 1980, Calais, Pas-de-Calais) je francouzský atlet, desetibojař.

## Kariéra
První mezinárodní úspěch zaznamenal v roce 2001 na mistrovství Evropy do 22 let v Amsterdamu, kde skončil těsně pod stupni vítězů, čtvrtý. O rok později skončil pátý na světové letní univerziádě v Pekingu. Na následující univerziádě v jihokorejském Tegu v roce 2003 vybojoval výkonem 8 196 bodů zlatou medaili. Na letních olympijských hrách 2004 v Athénách dokončil desetiboj na třináctém místě.
V roce 2005 získal zlatou medaili na středomořských hrách ve španělské Almeríi a na mistrovství světa v Helsinkách skončil sedmý. O rok později na Mistrovství Evropy v atletice 2006 ve švédském Göteborgu se umístil na osmém místě (8 093 bodů). Na halovém ME 2007 v Birminghamu obsadil v sedmiboji šesté místo. Na Romana Šebrleho, který zde vybojoval zlatou medaili ztratil 313 bodů.
V červnu roku 2007 si vytvořil na kladenském vícebojařském klání TNT - Fortuna Meetingu výkonem 8 298 bodů nový osobní rekord a skončil na třetím místě. Na letních olympijských hrách 2008 v Pekingu skončil pátý, když nasbíral celkově 8 253 bodů. Od bronzové medaile, kterou vybojoval Kubánec Leonel Suárez ho dělilo 274 bodů.
Na Mistrovství světa v atletice 2009 v Berlíně obsadil dvanácté místo. V roce 2010 vybojoval na mistrovství Evropy v Barceloně zlatou medaili v novém osobním rekordu 8 453 bodů. Druhý Eelco Sintnicolaas z Nizozemska na vítěze ztratil sedmnáct bodů.